# Cherie Deville
Carolyn Anne Paparozzi, född 30 augusti 1978 i Durham, North Carolina, är en amerikansk porrskådespelare och erotisk modell mer känd under artistnamnet Cherie Deville (DeVille). Hon har varit verksam inom branschen sedan 2011, efter en tidigare karriär som fysioterapeut. Många av hennes scener relaterar till fauxcest-genren, och hon har marknadsfört sig som "the Internet's [favorite] stepmom". Vid tre tillfällen har hon utsetts till Årets MILF vid AVN-galan.

## Biografi
Deville föddes i Durham i North Carolina, i en familj med fransk-kanadensiska rötter. Hon växte upp i Washington D.C. och Cape Cod (i Massachusetts). Under sin uppväxt var hon hästintresserad, varefter hon övade balettdans, spelade trummor i ett band och syntes i rollen som cheerleader. Som 16-åring var hon medlem i en simklubb och verkade som livräddare / badvakt.

### Pornografisk karriär
Som vuxen inledde hon en yrkeskarriär som fysioterapeut. Innan hon övergick till att arbeta inom den pornografiska branschen arbetade hon även som erotisk modell. Hennes artistnamn är inspirerad The Runaways-musikern Cherie Currie.
Hon inledde sin verksamhet som porrskådespelare i november 2012, efter en introduktion till branschen året innan. Hon var då 34 år gammal och hade dessförinnan fått bekräftelse på att yrkesbytet inte skulle riskera hennes licens som fysioterapeut. Hon övergick från fysioterapeut endast stegvis och behövde aldrig fatta beslut baserat på penningbehov, ett faktum som enligt henne besparat henne från gnagande olustkänslor som kan drabba porrskådespelare som gör saker endast på grund av brist på pengar.
I likhet med andra aktriser över 30 års ålder kom hon tidigt att bli etiketterad i MILF-genren. Många av hennes första filmer var inriktade på den här tematiken, vid sidan av lesbiskt sex. Första året agerade den uttalat lesbiska skådespelerskan i princip enbart i lesbiska scener, på grund av en osäkerhet kring sin hantering av sex med män. Hon har aldrig haft sex med någon som inte testat sig mot könssjukdomar.
Hon har senare kommit att marknadsföra sig som "Internets [favorit]styvmamma". Detta var också inriktningen på handlingen i hennes egentliga filmdebut, Seduced by Mommy 3. Hon arbetade redan tidigt i karriären ofta i BDSM-relaterade scener och säger att hon levt ut de flesta av sina sexuella fantasier framför kameran. Deville har en privat bakgrund inom swingers-kulturen och hon upptäckte att hon genom de olika pornografiska rollspelen på ett säkert sätt kunde förverkliga egna sexuella fantasier. I en intervju 2022 menade hon att det var hennes nyfikenhet på adrenalinstinna upplevelser som ledde henne till porrbranschen; hon har bland annat spelat in scener i Mojaveöknenen och på en nyzeeländsk glaciär.
Som skådespelare har hon bland annat arbetat med studior som Brazzers, Cherry Pimps (kopplat till webbkameramodellande), Evil Angel och dess avläggare Elegant Angel, Pure Taboo, Fantasy Massage, Zero Tolerance, Girlfriends Films och Girlsway (alla fem del av Gamma Entertainment), fetischstudion FM Concepts, Jules Jordan, Kink.com, Xtreme Female Fighting, Mile High och Naughty America (de två sistnämnda del av bolaget La Touraine). Hon har även sålt en mängd egenproducerat material via distributionstjänsten Clips4sale.
2015 regisserade hon sin första film, betitlad Blondes, Birds and Bees. Hon har alla år från 2014 till 2023 nominerats i AVN Awards-kategorin MILF Performer of the Year, och åren 2018, 2019 och 2021 vann hon priset.
Fram till och med april 2024 har Cherie Deville noterats för deltagande i över 1 600 pornografiska filmproduktioner. På Pornhub har videor med henne fram till våren 2024 visats över 700 miljoner gånger, hos konkurrenten XVideos fram till dess drygt 2,6 miljarder gånger. Våren 2023 hade hon 3,9 miljoner följare av sitt konto på Instagram, där hon delar med sig av sitt vardagsliv.

### Övrigt
Cherie Deville har valt en hög profil utanför sin medverkan i pornografiska produktioner, genom att återkommande uttala sig i poddar, tidningar och olika intervjuer omkring sin syn på branschen och dess villkor. Hon är kritisk till hur kortbolag, banker och andra finansiella institutioner försvårar för sexarbetare att livnära sig, i sin jakt på människohandel. Hon tycker sig även se hur aktivismen mot pornografi ofta verkar klumpa samman personer med helt olika vardag och arbetsvillkor till en enda hotfull industri, där porrskådespelare kan ha mycket svårt att få arbete i andra branscher om/när de vill byta yrke. 2023 intervjuades hon i Netflix-dokumentären Money Shot; fokus för dokumentären var kontroverserna kring Pornhub. 2020 skrev hon en text kring omständigheterna kring sjukdomstestning mot smitta i branschen, där hon uppmärksammade både goda och dåliga exempel och branschens utsatthet under den då pågående covid-19-pandemin.
2017 fick hon uppmärksamhet när hon ställde upp som demokratisk kandidat i det kommande presidentvalet, en kandidatur som avbröts i förtid i början av 2019. I sitt valprogram hade hon tänkt kombinera libertarianism och motstånd mot Donald Trump, och hon sade efter tillbakadragandet att hon stödde Bernie Sanders.
Enligt en intervju 2022 hade hon själv samlat på sig tillräckligt med sparmedel för att redan kunna gå i pension.
Hon är personlig vän med Holly Randall, som är född en knapp vecka senare.

## Utmärkelser (urval)[19]
- 2017 – XBiz Award för MILF Performer of the Year
- 2018 – AVN Award för MILF Performer of the Year[37]
- 2018 – XCritic Award för Best MILF Performer
- 2019 – AVN Award för MILF Performer of the Year
- 2020 – AVN Award för Most Outrageous Sex Scene (Future Darkly: The Complete Second Season)
- 2020 – XCritic Award för Best MILF Performer
- 2021 – AVN Award för MILF Performer of the Year
- 2021 – XBizAward för Best Sex Scene – Trans